# Orocrambus ornatus
Orocrambus ornatus là một loài bướm đêm trong họ Crambidae.